# Saint-Quintin-sur-Sioule

Saint-Quintin-sur-Sioule este o comună în departamentul Puy-de-Dôme, Franța. În 1 ianuarie 2022 avea o populație de 387 de locuitori.